# Klederdracht van Staphorst

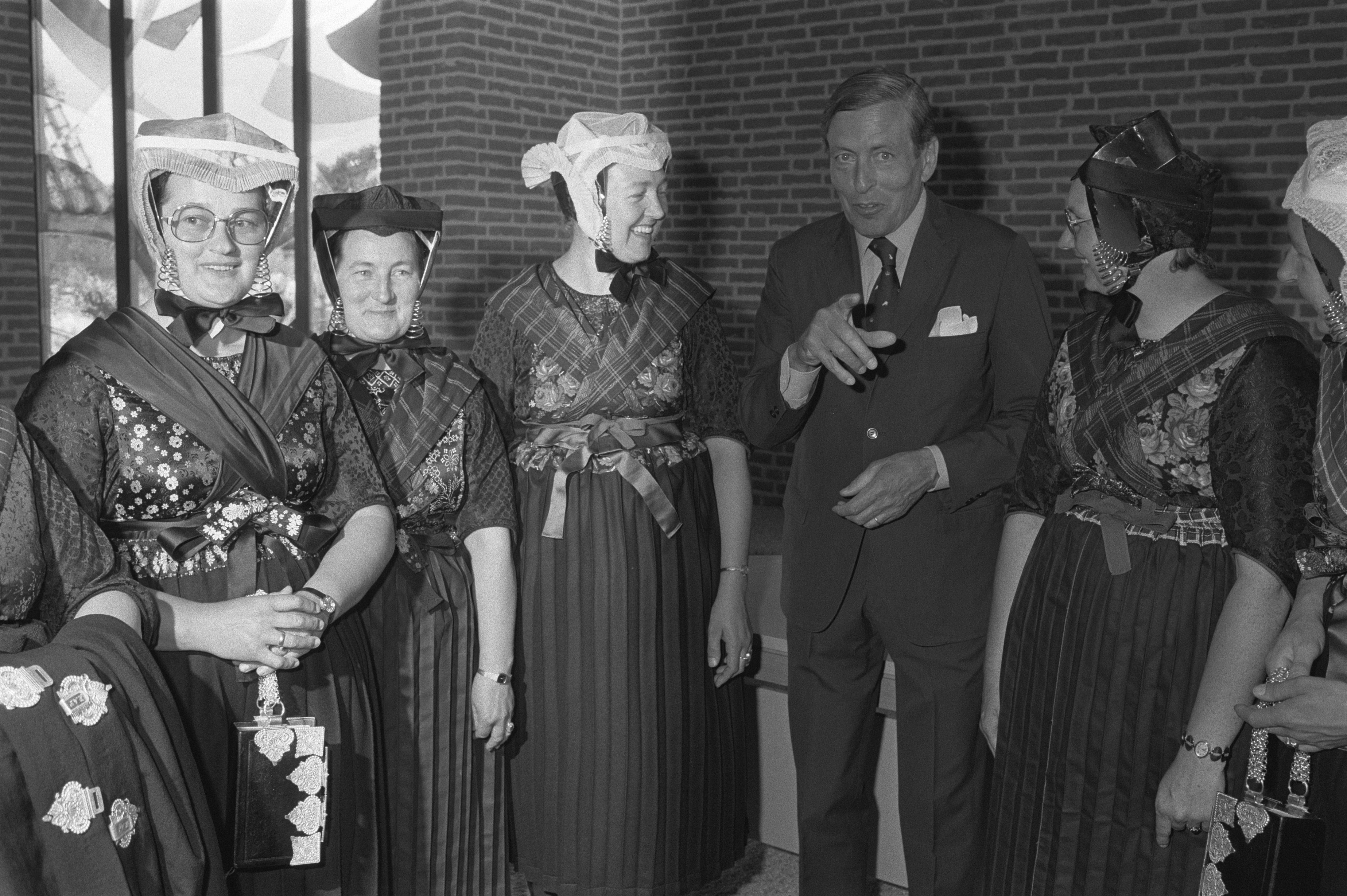
Vrouwen in klederdracht, bij de opening van het nieuwe gemeentehuis in aanwezigheid van Prins Claus, 1982

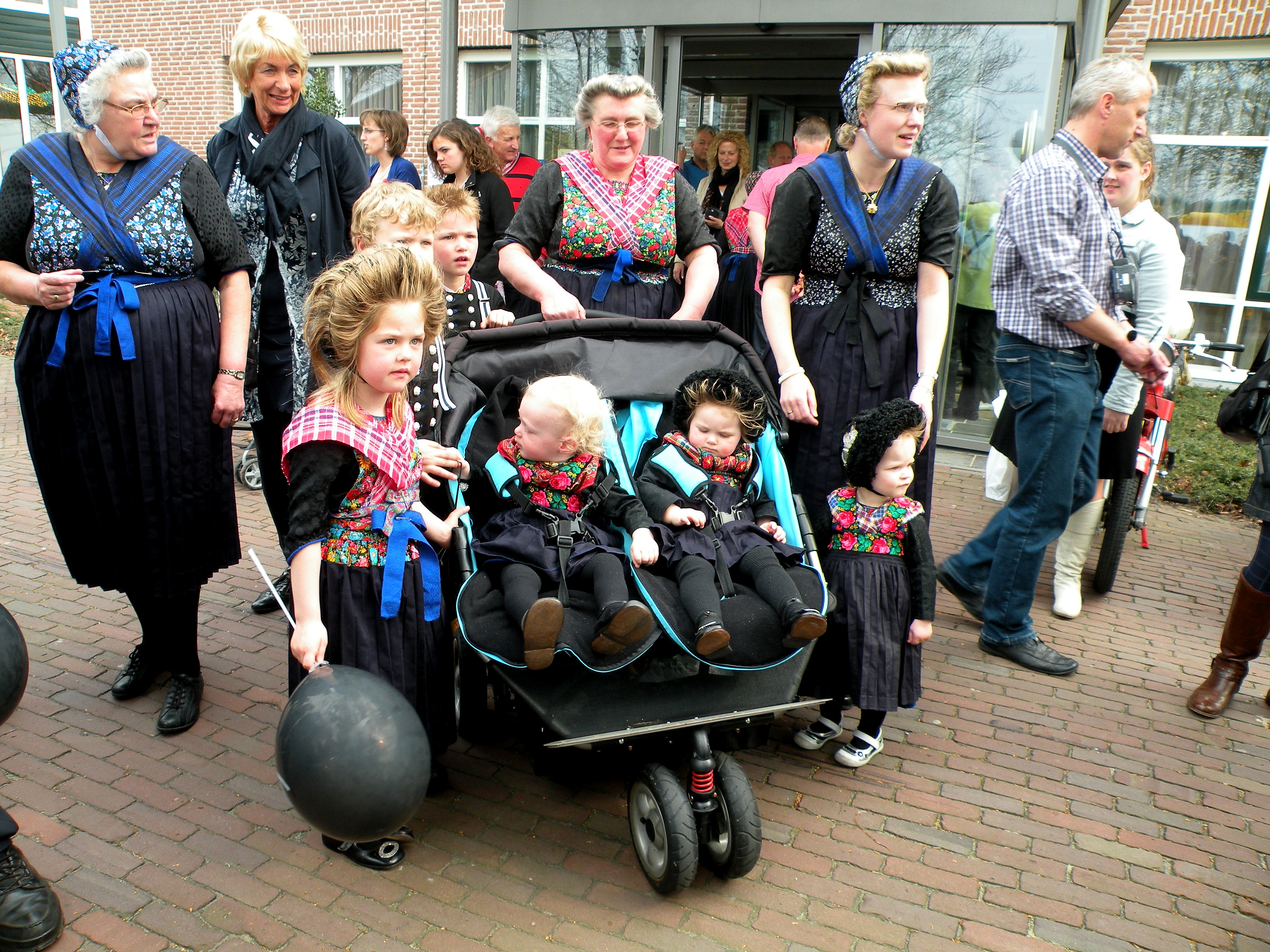
Staphorster klederdracht t.g.v. 200-jarig bestaan gemeente Staphorst in 2011

De klederdracht van Staphorst-Rouveen is traditionele dracht die gedragen wordt in Staphorst en het via lintbebouwing aan Staphorst vastzittende dorp Rouveen. Opvallend is dat de klederdracht vormgegeven is zodat het lijkt dat de vrouwen voorover lopen. Ook worden de heupen hoger gemaakt door het gebruik van kussentjes.
In 2010 liepen nog meer dan 600 vrouwen in Staphorst in de traditionele kleding. De mannen dragen de streekdracht helemaal niet meer.

## Vrouwendracht

### Borstrok
De vrouwen dragen een "borstrok" of "hemdrok" van meestal zwarte stof, waarvan alleen de mouwen zichtbaar zijn. 

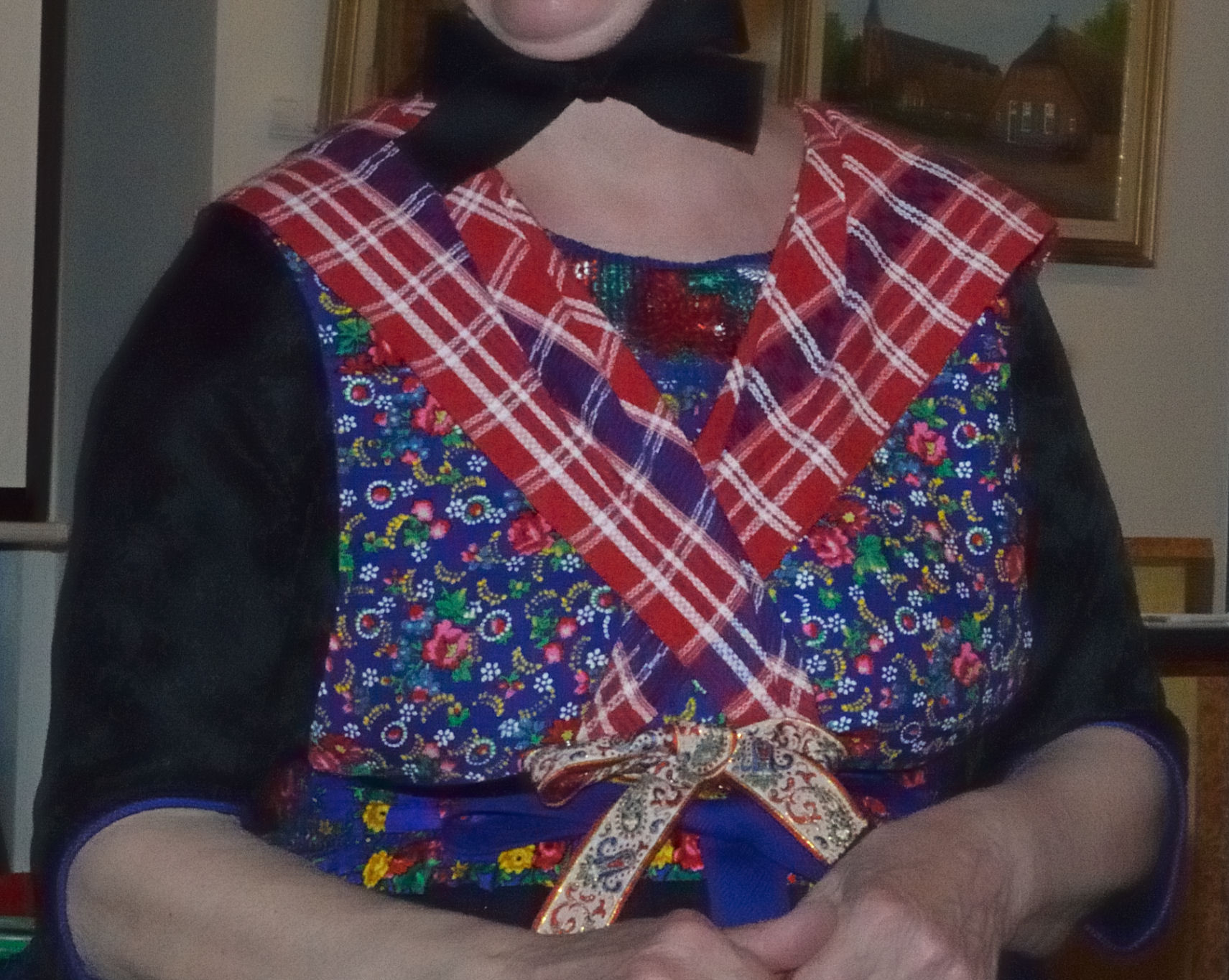
Kraplap met omslagdoek

### Kraplap
Over de borstrok gaat de kraplap, vrijwel altijd versierd met bloemmotieven, gemaakt met stipwerk. Aan de bovenzijde is de kraplap extra versierd met een kleurige strook. Uit de rouw zijn deze zeer kleurig, in de lichte rouw zijn de kleuren voornamelijk blauw. In de zware rouw zijn de bloem- of stipmotiefjes zwart met wit. De kraplap heeft in Staphorst een heel eenvoudige vorm gehouden, een rechte lap die onder de hals begint en tot de taille loopt.

### Omslagdoek
Over de kraplap wordt een omslagdoek gedragen. Deze is geruit: rood met wit en blauw als men niet in de rouw is, blauw met zwart voor de rouwperiode. Tegenwoordig wordt deze doek bij warm weer meestal achterwege gelaten.  

### Rok
De rok is meestal zwart met scherpe plooien aan de achterkant. Op zondag zijn de rokken blauw met zwart gestreept, vaak van handgeweven stof. De rok is relatief kort en reikt tot halverweg de kuit. Op de achterkant, onderaan hun rug, dragen vrouwen kleine kussentjes, zodat de taille verhoogd wordt en het bovenlichaam korter lijkt. De rokken hebben diepe zakken, om van alles in te kunnen bewaren.

### Schort
Over de rok wordt een geplooid schort gedragen met een gekleurd bovenstukje. De kleuren corresponderen uiteraard met de rouwgraad.  

### Mantel
Overjassen worden niet gedragen. Wel dragen vrouwen als het koud is een mantel, die met drie gespen, van verschillende grootte, wordt gesloten. Ook dragen zij wel eens een gebreid blauw vest.

### Hoofd- en haardracht

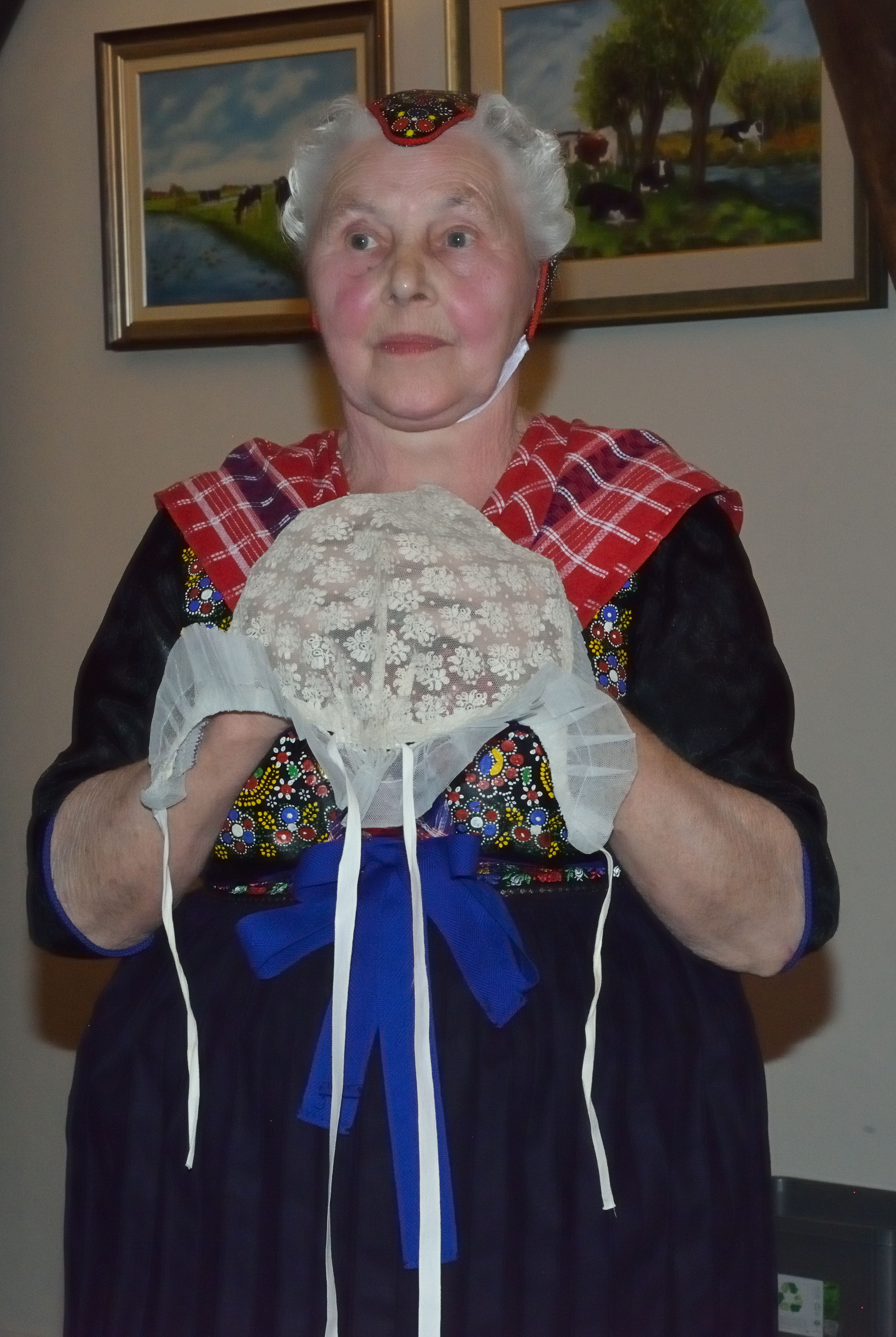
Mutsje met stipwerk op het hoofd, kornet in de hand

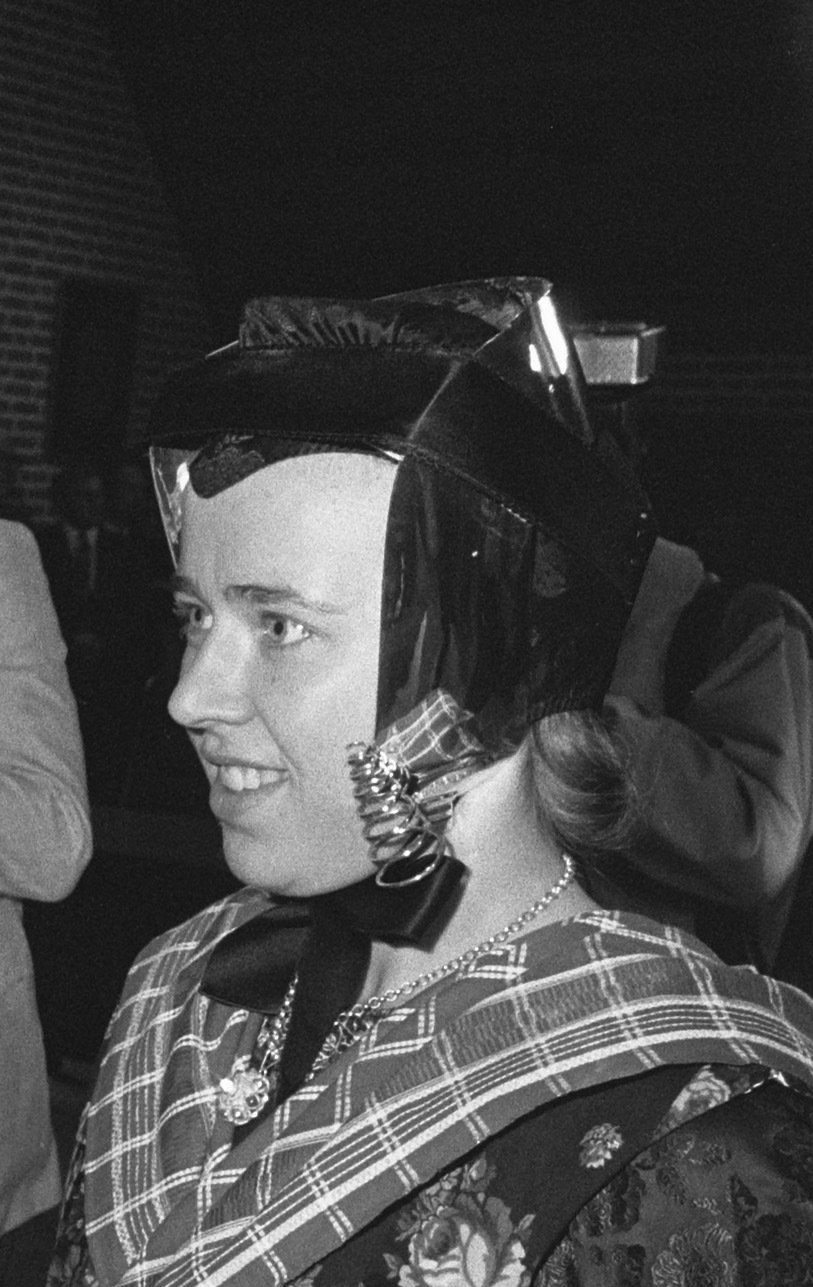
Meisje met oorijzer

Op het hoofd draagt men binnenshuis een klein katoenen mutsje van zwarte stof, dat strak om het hoofd zit, versierd met stipwerk. Het mutsje heeft aan de voorzijde een punt. De muts wordt gesloten met een witte band onder de kin. Het haar wordt boven de slapen opgerold in een rol. Het uiteinde wordt onder de muts gestopt.
Sinds de jaren 50 van de twintigste eeuw wordt het oorijzer alleen op zondag en bij bijzondere gelegenheden gedragen. Het is grote en van zilveren met onderaan 6 à 7 gouden krullen. Het oorijzer is zo breed, dat het boven het hoofd uitsteekt. Hoe meer krullen, des te welvarender is het gezin van de vrouw. Het oorijzer wordt door een lint over het voorhoofd op zijn plaats gehouden. Boven het oorijzer dragen de vrouwen een witte "toefmuts". Uit de rouw heeft de muts een bol van geborduurde tule en stroken van kant, die ook onder de kin gestrikt worden. In de rouw is de bol van blauw batist. Onder de muts zit boven het voorhoofd een versteviging van bordkarton. In de rouw is de toefmuts niet wit maar lichtblauw.

### Accessoires
Bij het vrouwenkostuum hoort een kleurige, met  bloemmotieven en kralen versierde beugeltas, die echter onzichtbaar, onder de rok, wordt gedragen.
De vrouw draagt zwarte kousen. Door de week worden klompen gedragen.  Bij het kerken dragen de vrouwen platte schoenen met grote zilveren gespen. De rijkdom kan worden afgelezen aan de grootte van de gesp.
Als de vrouw naar de kerk gaat draagt zij een bijbel aan een koord om haar arm.

### Meisjes
Vrouwen en meisjes dragen dezelfde kleding. Meisjes kunnen zich niet zelf aankleden, omdat alles met spelden op de rug wordt vastgezet. Het oorijzer van meisjes is wel anders. Aan de onderzijde heeft het geen krullen, maar geribbelde zilveren uitsteeksels, die de ‘nabben’ genoemd worden. Meisjes kregen in Staphorst als ze zeven waren hun eerste oorijzer, in Rouveen een jaar later. Op hun twaalfde verjaardag werden de nabben vervangen door de spiraalvormige krullen.

## Mannendracht
De ongehuwde jongemannen dragen op zondag een pronkdracht; een blauwe hemdrok, voorzien van twee rijen met elk acht grote zilveren knopen. Door de week dragen de jongemannen blauwen-zwarte knopen die uit garen zijn gemaakt. Daarboven een smalle halsdoek, met twee gouden keelknopen. Vooral bij feestelijke gelegenheden zijn deze knopen zeer groot. Op de rechterdij dragen zij een horlogeketting.
Gehuwde mannen zijn minder opzichtig gekleed. Zij dragen een - minder opvallende - horlogeketting dwars over hun vest. Zij dragen een broek van bombazijn, die dichtgemaakt wordt met twee grote zilveren munten, van koning Willem I en Willem II. Daaroverheen dragen mannen een jas.
Mannen dragen door de week beschilderde klompen, met zwarte versiering en soms een groene tak. Op zondag dragen de mannen schoenen in een soort pantoffelvorm.

## Huwelijk
Bij het huwelijk droegen de mannen twee grote zilveren broeksknopen, die een afbeelding dragen van Jozef, die de verleidingskunsten van de vrouw van Potifar ontvlucht. Een waarschuwing voor de jonge bruidegom om deze verleidingen te weerstaan.